# Davy Jones (acteur)
David Thomas (Davy) Jones (Manchester, 30 december 1945 – Indiantown (Florida), 29 februari 2012) was een Engelse zanger en acteur, het best bekend als lid van The Monkees.

## Biografie

### Jonge jaren
Davy Jones werd geboren in Leamington Street, Openshaw, Manchester, Engeland, op 30 december 1945. Op 11-jarige leeftijd begon hij met acteren. Hij verscheen in de Britse soap Coronation Street als Colin Lomax, kleinzoon van Ena Sharples in 1961. Hij verscheen ook in de BBC politie-serie Z-Cars. Na de dood van zijn moeder toen hij 14 jaar was stopte hij tijdelijk met acteren.

### Carrière als acteur

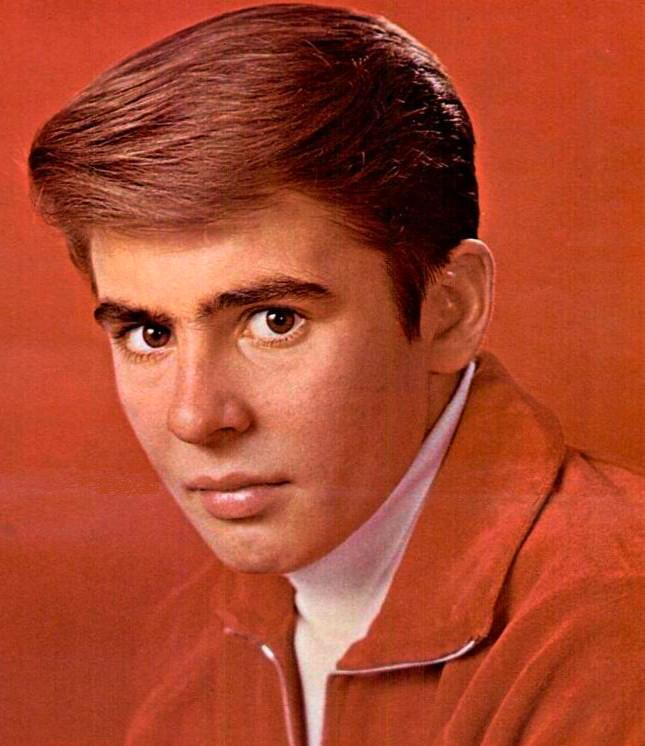
David Jones in 1965

Jones werd door een vriend benaderd die in het Westend theater in Londen werkte en acteurs zocht voor de musical Oliver!. Hij werd gecast voor de rol van Jack Dawkins. Hij speelde de rol in London en later ook op Broadway en werd genomineerd voor een Tony Award. Op 9 februari 1964 verscheen hij met de Broadway-cast van Oliver! in de Ed Sullivan Show in dezelfde aflevering waar de Beatles voor het eerst op de Amerikaanse televisie verschenen. Jones zei over dat optreden: "Ik keek naar de Beatles van naast het podium en zag de vrouwen in het publiek helemaal wild worden. Ik dacht bij mezelf: dit is het, dit wil ik ook."
Na zijn optreden bij Ed Sullivan, contracteerde Ward Sylvester van Screen Gems (toentertijd de televisieafdeling van Columbia Pictures) Jones. Enkele Amerikaanse televisie-optredens volgden, waarbij Jones optrad in onder andere afleveringen van Ben Casey and The Farmer's Daughter. Hij nam ook een single en een album op voor Colpix Records, die ondanks hitnoteringen geen al te groot succes werden.

### The Monkees
Van 1965 tot 1971, was Jones lid van The Monkees, een pop/rockgroep uitsluitend geformeerd vanwege de televisieserie over de popgroep. Jones deed de zangpartijen op veel van de nummers van de Monkees, waaronder I Wanna Be Free en Daydream Believer. In 1967 ontmoette Jones Laramy Smith en met hem produceerde hij The Children, een Texaanse groep die Jones ontdekte terwijl hij met de Monkees op tournee was. De band bracht een single uit bij Laramie Records, "Picture Me" behaalde de tweede plaats in de Billboard top 100.
Nadat de televisieserie The Monkees stopte viel de groep geleidelijk uiteen; Peter Tork stapte eind 1968 op, en Michael Nesmith liet anderhalf jaar later in een speelgoedreclame doorschemeren dat ook hij het welletjes vond. Jones en Micky Dolenz gingen nog even door totdat de platenmaatschappij in 1971 besloot om er een punt achter te zetten.
Jones ging verder als soloartiest en had datzelfde jaar een gastrol in een aflevering van The Brady Bunch.

### Reünie-concerten
Naar aanleiding van de herhalingen van de tv-serie poogde men in 1975 een Monkees-reünie van de grond te krijgen; alleen Jones en Dolenz toonden interesse. Samen met liedjesschrijvers Tommy Boyce and Bobby Hart de groep Dolenz, Jones, Boyce & Hart. Ze toerden twee jaar en brachten een album uit plus een kerstsingle met Tork die ook meedeed bij twee concerten. Daarna speelden Jones en Dolenz in de West End-musical The Point! van Harry Nilsson.
In 1986 kwamen The Monkees weer bij elkaar, wederom naar aanleiding van herhalingen van de serie. De groep trad voornamelijk op als trio omdat Nesmith naast  muzikant ook multimediamagnaat was geworden. De hernieuwde belangstelling was dusdanig dat Jones in 1997 door U2 werd uitgenodigd om Daydream Believer te zingen tijdens een van hun PopMart-concerten

### Overlijden
In februari 2011 sprak Jones over geruchten van een Monkees reünie ter gelegenheid van het 45-jarig jubileum: "Er is zelfs sprake van om de Monkees weer bijeen te brengen in het komende jaar voor een Amerikaanse en Britse tournee" vertelde hij aan Disney's Backstage Pass. Later die maand werd de tournee, "An Evening with The Monkees: The 45th Anniversary Tour." aangekondigd; de laatste waaraan Jones zou meedoen.
Op 29 februari 2012 stierf Jones aan een hartaanval.

### Postume opnamen
In 2016 brachten de resterende Monkees het jubileumalbum Good Times uit met daarop een postuum afgemaakte opname van Jones. In 2018 volgden er nog twee nummers op Christmas Party

## Privéleven
Jones trouwde drie keer en kreeg vier dochters uit zijn eerste twee huwelijken.